# Edenita
La edenita es un mineral de la clase de los inosilicatos, y dentro de ellos pertenece al grupo de los llamados anfíboles y al subgrupo de los "clinoanfíboles de calcio". Fue descubierto en 1839 en la localidad de Edenville, en el estado de Nueva York (EE. UU.), de donde deriva su nombre.

## Características químicas
Es un aluminoinosilicato de cadena doble de sodio, calcio y magnesio, que forma una serie de solución sólida con el parvo-mangano-edenita, mineral en el que el calcio va siendo sustituido por manganeso. También puede formar series con la ferro-edenita o con la pargasita.
Además de los elementos de su fórmula, suele llevar como impurezas: titanio, manganeso, potasio y fósforo.

## Formación y yacimientos
Ha sido encontrado en rocas metamórficas, asociado con otros minerales del magnesio, en facies de formación de metamorfismo regional de alta o media temperatura, como anfibolitas o mármoles. También puede aparecer en rocas ígneas intermedias.
Se ha visto asociado a minerales como: titanita, mica y condrodita.